# エルギン
エルギン (Elgin) は、スコットランド・マレーのタウン。マレーの行政、商業の中心地である。

## 歴史
町は、1190年の "Cartulary of Moray" という文献に初めて登場した。
1130年頃、エルギンは王室バラとしてスコットランド王デイヴィッド1世によって建設された。その頃までに、町の西側にある現在のレディーヒル (Lady Hill) の頂上に城が建てられた。

## 出身人物
- ケヴィン・マクキッド - 俳優
- スティーブン・パターソン - サッカー選手
- スティーヴン・プレスリー - サッカー選手

## 観光
- エルギン大聖堂（英語版）[1]

## 姉妹都市
- ドイツ ランツフート

## 関連事項
- エルギン伯爵
- エルギネルペトン